# Naval History and Heritage Command
Das Naval History and Heritage Command (NHHC), ehemals Naval Historical Center, ist ein Kommando der United States Navy mit Sitz in Washington, D.C. (Washington Navy Yard).

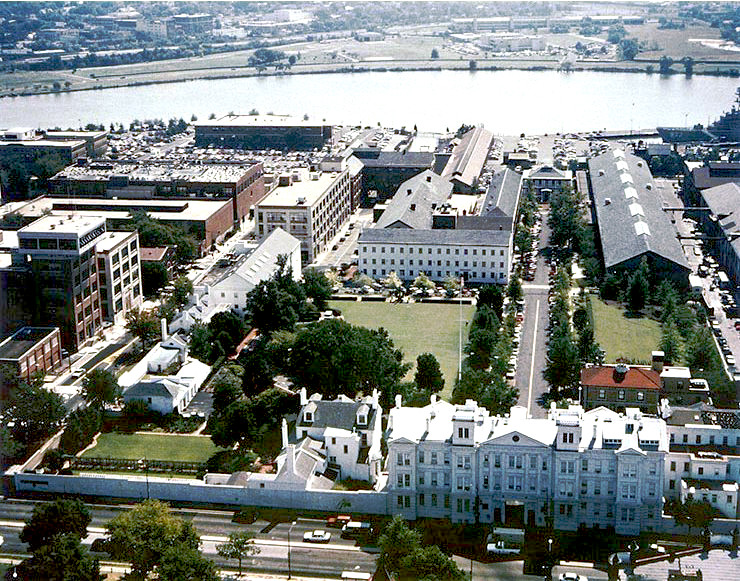
Washington Navy Yard

Auftrag ist die Bewahrung, Aufbereitung und Verbreitung der Geschichte der United States Navy.
Das Kommando besteht aus 42 Einrichtungen an 13 Standorten; beispielsweise das Navy Department Library, zehn Museen, ein heritage center, das Schiff Constitution ("repair facility and detachment") und das U-Boot Nautilus.

## Leitung
- Admiral Edward C. Kalbfus, USN, Juli 1944 – Dezember 1945
- Vice Admiral Vincent R. Murphy, USN (ret.), Dezember 1945 – Juni 1946
- Rear Admiral John B. Heffernan, USN (ret.), Juli 1946 – Oktober 1956
- Rear Admiral Ernest M. Eller, USN (ret.), Oktober 1956 – Januar 1970
- Rear Admiral F. Kent Loomis, USN (ret.), 24. Januar 1970 – 31. Juli 1970
- Vice Admiral Edwin B. Hooper, USN (ret.), August 1970 – Juli 1976
- Rear Admiral John D. H. Kane, USN (ret.), August 1976 – Dezember 1985
- Ronald H. Spector, 21. Juli 1986 – 19. Juli 1989
- Dean C. Allard, 19. Juli 1989 – 31. Januar 1995
- William S. Dudley, 23. Juli 1995 – 30. September 2005
- Rear Admiral Paul E. Tobin, Jr., USN (ret.), 25. Juli 2005 – Januar 2008
- Rear Admiral Jay A. DeLoach, USNR (ret.), 22. Juni 2008 – 14. Mai 2012
- Captain Henry J. Hendrix, USN, 14. Mai 2012 – 27. Juni 2014[4]
- Rear Admiral Samuel J. Cox, USN (ret.), seit 29. Dezember 2014[3]

## Museen
Es gibt folgende unterstellte Marinemuseen
- National Museum of the United States Navy – Washington, DC
- Great Lakes Naval Museum – Great Lakes, IL
- Hampton Roads Naval Museum – Norfolk, VA
- National Naval Aviation Museum – Pensacola, FL
- Naval Undersea Museum – Keyport, WA
- Puget Sound Navy Museum – Bremerton, WA
- Naval War College Museum – Newport, RI
- U.S. Navy Seabee Museum – Port Hueneme, CA
- Submarine Force Library and Museum – Groton, CT
- U.S. Naval Academy Museum – Annapolis, MD[6]